# 巴西的共产党
巴西的共产党（缩写为PCB）是巴西历史上的一个共产主义政党。该党成立于1922年3月25日，原名巴西共产党（Partido Comunista do Brasil，缩写为PCdoB），又称共产党—共产国际巴西支部（Partido Comunista - Seção Brasileira da Internacional Comunista）。
1935年在共产国际支持下，巴西的共产党发动起义，被政府镇压，起义领导人路易斯·卡洛斯·普列斯特斯等人被捕，该党也被查禁。1945年5月，该党获得合法地位，在群众中的影响迅速增强，党员发展到20万人。1947年5月，巴西当局再次禁止该党活动。
1954年，该党“四大”通过第一个党纲。1960年9月，该党召开“五大”，党内在国内形势和革命道路等问题上发生分歧。1961年8月，为了取得合法地位，在总书记路易斯·卡洛斯·普列斯特斯等人的提议下，该党改名为巴西的共产党。中央书记若昂·阿马佐纳斯等人对此不满，于1962年2月另组巴西共产党。
1964年巴西军事政变后，两党均遭镇压。1967年12月，巴西的共产党召开“六大”，号召全体党员为建立广泛的民主力量阵线，为反对独裁专制而斗争。1979年巴西政府实行大赦后，该党开始公开活动。
1981年，该党取得合法地位。1992年1月25日，巴西的共产党第十次代表大会决定把党名改为社会主义人民党，放弃马克思列宁主义意识形态，转以民主社会主义为目标。一部分党员不同意这一决定，重新组建了巴西的共产党。

## 领导人
- 路易斯·卡洛斯·普列斯特斯（总书记，1943年—1980年）